# Batty Langley
Pour les articles homonymes, voir Langley.
Batty Langley (1696-1751) était un peintre paysagiste anglais, et un écrivain prolifique, qui produisit un certain nombre de dessins gravés pour des structures de style néogothique, des pavillons d'été et des bancs de jardin.